# Акън Акъньозю
Акън Акъньозю (на турски: Akın Akınözü) е турски актьор. Най-популярната му роля е тази на бизнесмена Миран Асланбей /Шадоулу от сериала „Вятърничав“.

## Биография
Акън Акъньозю е роден на 22 септември 1990 година в Анкара. От малък майка му го подтиква към актьорската професия, но той избира да учи точни науки. Завършва бизнес колеж в Анкара, след това заминава за Съединените американски щати, в Калифорнийския университет в Бъркли, където завършва приложна математика. Докато живее отвъд океана, Акън се обръща към актьорството и започва да взима уроци.
През 2014 година Акън прави своя актьорски дебют в съвместна продукция на Словения и Хърватия. След завръщането си в Турция получава покана за участие в историческия сериал „Великолепният век: Кьосем“.
През есента на 2016 година участва в младежката драма „Добри приятели“, в която получава първата си главна роля. През 2017 година взима участие в семейната комедия Aslan Ailem, където си партнира с Бурджу Йозберк. Най-успешният сериал, в който играе, е „Вятърничав“ – влиза в образа на Миран Асланбей, където си партнира с Ебру Шахин. След него се снима в сериалите „Игра на съдбата“ – от 3 декември 2021 година до 17 юни 2022 година, където играе Джемал Кая, Tuzak/Капан – от 19 октомври 2022 до 28 април 2023 година – в ролите на Умут Йорукоглу и Чънар Йълмаз, и в „Чужди цветя“ от 25 март до 8 април 2024 година – на Кълъч Тютюнджю.

## Награди
| Награда                                | Сериал       | Роля           |
| -------------------------------------- | ------------ | -------------- |
| Най-добър актьор в драматичен сериал   | „Вятърничав“ | Миран Асланбей |
| Златен обектив                         | „Вятърничав“ | Миран Асланбей |
| Най-добра двойка в телевизионен сериал | „Вятърничав“ | Миран Асланбей |